# Zygia juruana
Zygia juruana là một loài thực vật có hoa trong họ Đậu. Loài này được (Harms) L.Rico miêu tả khoa học đầu tiên.